# Culross Palace

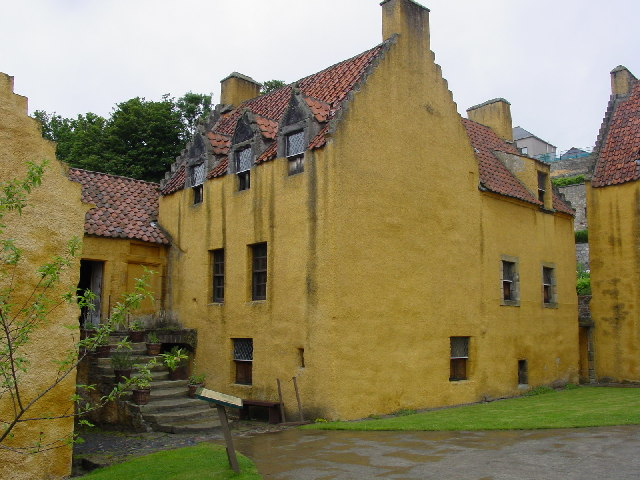
Hof des Culross Palace

Culross Palace ist ein Kaufmannshaus in Culross in der schottischen Council Area Fife. Es wurde Ende des 16. Jahrhunderts / Anfang des 17. Jahrhunderts erbaut.
Die Anlage ist als Scheduled Monument geschützt.

## Geschichte
Den Palast ließ Sir George Bruce, der Herr von Carnock, in den Jahren von 1597 bis 1611 erbauen. Bruce war ein erfolgreicher Kaufmann, der florierenden Handel mit anderen Hafenstädten am Firth of Forth, den Niederlanden und Schweden trieb. Er war finanziell an der Kohleförderung und der Salzherstellung beteiligt. Er soll die erste Kohlenmine, die sich bis unter das Meer erstreckte, abgeteuft haben.
Viele der Baumaterialien des Palastes beschaffte Bruce aus dem Ausland. Baltische Kiefern, rote Hohlpfannen und holländische Bodenfliesen und Gläser kamen zum Einsatz. Außen fällt der Einsatz von Staffelgiebeln auf, einschließlich der Statue einer Frau mit Schleier, die auf einer Giebelstufe steht. Der Palast hat schön dekorierte Innenräume mit Wand- und Deckengemälden, Möbeln aus dem 17. und 18. Jahrhundert und eine wunderbare Sammlung von Tonwaren aus Staffordshire und Schottland.
Auch wenn es sich bei den Landhaus nie um eine königliche Residenz handelte, besuchte es doch König Jakob I. von England im Jahre 1617. Der Palast wird heute vom National Trust for Scotland verwaltet, der einen Mustergarten im Stil des 17. Jahrhunderts anlegen ließ, komplett mit Hochbeeten, einem gedeckten Steg und Wegen, die mit gemahlenen Muscheln belegt sind. Die Kräuter, Gemüse und Obstbäume im Garten sind von Arten, die man Anfang des 17. Jahrhunderts pflanzte.
2019 wurde Culross Palace von rund 25.000 Personen besucht. 2024 betrug die Besucherzahl etwa 26.000 Personen.